# 西修 (法学者)
西 修（にし おさむ、1940年（昭和15年）6月2日 - ）は、日本の法学者。駒澤大学名誉教授。博士（政治学）（早稲田大学）、博士（法学）（日本大学）。専門は憲法・比較憲法学。
富山県出身。2011年（平成23年）3月、駒澤大学法学部教授を退任。防衛法学会名誉理事長。比較憲法学会副理事長。

## 学歴
1953年（昭和28年）、国立富山大学教育学部附属小学校卒業。1956年、国立富山大学教育学部附属中学校卒業。1959年、富山県立富山中部高等学校卒業。1964年、早稲田大学第一政治経済学部卒業。1966年、同大学院政治学研究科修士課程（憲法専修）修了。1970年 同博士後期課程（憲法専修）単位取得満期退学。1998年（平成10年）博士（政治学）（早稲田大学、学位論文『憲法体系の類型的研究』）。2006年 - 博士（法学）（日本大学、学位論文『日本国憲法成立過程の研究』）。

## 研究歴
- 1970年4月 - 防衛大学校人文科学教室専任講師
- 1974年3月 - 同助教授
- 1974年4月 - 駒澤大学法学部助教授
- 1980年4月 - 同法学部教授
- 1984年3月～1985年3月 - メリーランド大学、プリンストン大学在外研究[2]
- 1991年4月～1991年9月 - シンガポールの「東南アジア研究所」、オランダのエラスムス・ロッテルダム大学にて在外研究
- 2001年4月～2009年3月 - 駒澤大学法学研究所所長
- 2011年3月 - 駒澤大学定年退職
- 2011年6月 - 駒澤大学名誉教授

## 人物
- 第一次憲法調査会委員だった大西邦敏の学統に属し、比較憲法の視点での研究を特色とする[要出典]。特に改憲を主張する立場から、日本国憲法の制定過程の問題点を多く取り上げた著書もある[要出典]。保守陣営の知識人であるが、女性天皇を容認を含んだ皇室典範改正には賛同している。

- 2001年11月3日、三浦朱門を代表世話人として「『21世紀の日本と憲法』有識者懇談会」（民間憲法臨調）の設立総会が明治記念館で開かれた[3][4]。同団体について、日本会議広報担当者は「行事開催の告知や行事の運営などに日本会議が協力している」と説明しており[5]、日本会議の関係者が多く役員に名を連ねている。西は運営委員長に就任した[6]。毎年5月3日の憲法記念日 (日本)に行う「憲法シンポジウム」の常連参加者である。

- 2007年4月から、日本の集団的自衛権保持の可能性を考える、内閣総理大臣の私的諮問機関「安全保障の法的基盤の再構築に関する懇談会」有識者委員。

- 2007年12月18日、櫻井よしこが中心となり、シンクタンク「国家基本問題研究所」が設立された[7][8]。「日本文明の叡知を現在に活かし、日本の大戦略を提言」することが目的として掲げられた[9]。西は同団体の理事に就任した[10]。

- 平和安全法制について、百地章・長尾一紘と共に合憲の立場を採る[11]。「―早期成立を求める国民フォーラム」呼びかけ人の一人[12]。

- 2009年7月、内閣府「情報保全の在り方に関する有識者会議」委員会で座長に就任[13]。

- 2009月7月、法科大学院の学生への奨学金を支給する公益財団法人「千賀法曹育英会」（弁護士千賀修一が拠出）理事[14]。

- 2014年10月1日、日本会議の協力団体で、憲法改正を目指し「美しい日本の憲法をつくる国民の会」の設立総会が永田町の憲政記念館で開かれた[15][16]。西は田中恆清や長谷川三千子、千玄室らとともに代表発起人に名を連ねた[17]。

- 2013年「正論大賞」の特別賞を受賞。2018年正論大賞を受賞した[18]。

## 著書

### 単著
- 『憲法ノート』（静進堂、1969年）
- 『現代世界の憲法制度』（成文堂、1974年）
- 『憲法講義』（静進堂（上・下）、1974-77年）
- 『国の防衛と法　防衛法要論』（学陽書房、1975年、新版1980年）
- 『自衛権』（学陽書房、1978年）
- 『憲法』（実務教育出版、1982年）
- 『憲法九条と自衛隊法』（教育社入門新書、1983年）
- 『各国憲法制度の比較研究』（成文堂、1984年）
- 『日本国憲法の40年　「改憲」と「靖国」』（教育社入門新書、1986年）
- 『ドキュメント 日本国憲法』（三修社、1986年）
  - 改訂版『日本国憲法はこうして生まれた』（中公文庫、2000年）
- 『日本国憲法の誕生を検証する』（学陽書房、1986年）
- 『話題から学ぶ憲法』（自由国民社、1989年）
- 『よくわかる平成憲法講座』（TBSブリタニカ、1995年）
- 『憲法体系の類型的研究』（成文堂、1997年）
- 『日本国憲法を考える』（文春新書、1999年）
- 『テロ対策関連法三法』（内外出版、2001年）
- 『ここがヘンだよ!日本国憲法』（アスキー、2001年、新版2003年）
- 『日本国憲法が驚くほどよくわかる本』（ワニブックス、2002年）
- 『有事法制の現況―法案読解と展望―』（内外出版、2002年）
- 『有事法制の解説』（内外出版、2003年）
- 『日本国憲法成立過程の研究』（成文堂、2004年）
- 『現代世界の憲法動向』（成文堂、2011年）
- 『憲法改正の論点』（文春新書、2013年）
- 『いちばんよくわかる！ 憲法第9条』（海竜社、2015年）
  - 増補版『憲法9条を正しく知ろう』（海竜社、2020年）
- 『世界の憲法を知ろう―憲法改正への道しるべ』（海竜社、2016年）
- 『証言でつづる日本国憲法の成立経緯』（海竜社、2019年）
- 『憲法の正論』（産経新聞出版、2019年）
- 『知って楽しい世界の憲法』（海竜社、2021年）
- 『“ざんねんな”日本国憲法―研究60年集大成の解決策』（ビジネス社、2022年4月）
- 『吾輩は後期高齢者の日本国憲法である』（産経新聞出版、2022年11月）
- 『憲法一代記　世界195か国の憲法を研究した私の履歴書』（育鵬社、2024年4月）
- 『ユーモアの玉手箱　憲法学者のもうひとつの落語人生』（産経新聞出版、2024年10月）

### 英文著作
- 『The Constitution and the National Defence Law System in Japan』（Seibundo、1987年）
- 『Ten Days inside General Headquarters（GHQ）』（Seibundo、1989年）
- 『Constitution of Japan（Chronology & Bibliography）』（Oceana Publications,INC、1990年）

### 共著ほか
- 『各国憲法論』（学陽書房「現代政治選書」、1982年）
- 『新しい日本の国家像』（佐瀬昌盛編著、財団法人富士社会教育センター、1999年）
- 『国防軍とは何か』（石破茂・森本敏と討論、幻冬舎ルネッサンス新書、2013年）
- 『図説 日本国憲法の誕生』（河出書房新社〈ふくろうの本〉、2012年）、解説
- 『憲法関係答弁例集〈第9条・憲法解釈関係〉』（内外出版、2017年）、解説